# Roca Roja
Roca Roja är en udde i Antarktis. Den ligger i Västantarktis. Argentina, Chile och Storbritannien gör anspråk på området.
Terrängen inåt land är varierad. Havet är nära Roca Roja åt nordväst. Trakten är glest befolkad. Närmaste befolkade plats är San Martín Station, 18,3 kilometer norr om Roca Roja. 